# Marmosops bishopi
Marmosops bishopi e вид опосум от семейство Didelphidae.
Това е вид обитаващ тропическите гори на Перу, Боливия и Бразилия. Това е малък дървесен вид, който на външен вид наподобява на плъх.